# Franc Pokorn
Franc (Frančišek) Pokorn, slovenski zgodovinar in arhivar, * 20. september 1861, Škofja Loka, † 18. maj 1940, Ljubljana.

## Življenje in delo
Rodil se je očetu Jakobu in materi Marjani (rojeni Presel). Obiskoval je ljudsko šolo v Škofji Loki, nato gimnazijo v Ljubljani, pri maturi leta 1884 je bil odklonjen za eno leto; ker je pozno študiral in morda tudi zaradi samozavestne in ponosne narave, se ni vnovič javil k izpitu (in zato tudi ni pozneje mogel doseči zaprošenega kanonikata). Bogoslovje je študiral v Ljubljani, po 3. letniku je bil posvečen. 
Služboval je kot kaplan na Jesenicah (1888–1890), kjer se mu je zaradi napornega dela in upravljanja kriške kaplanije v Planini nad Jesenicami udrla kri; nato dobi kaplanijo v Šmarju, čez dobro leto pa še lažje mesto v Stari Loki (1891–1894), kjer se okrepi. Prosti čas spretno izrablja za zgodovinska raziskovanja. Oktobra 1894 se preseli kot kurat v Besnico pri Kranju, kjer doseže, da se ustanovi leta 1901 nova župnija. Ostal je tu do leta 1936; odšel je v pokoj v Zabreznico, ker ga je leto poprej ohromila kap; 14 dni pred smrtjo se je preselil v Zavetišče sv. Jožefa v Ljubljani.
Kot možu reda in prizadevnemu zgodovinarju je škof Jeglič dal stransko službo škofijskega arhivarja (mesto je bilo na novo ustanovljeno). Nastopil jo je januarja leta 1911.

## Izbrana bibliografij
- Šematizem duhovnikov in duhovnij v ljubljanski nadškofiji leta 1788, 1908 (COBISS)
- Besnica pri Kranju, 1909 (COBISS)
- Šmartin pri Kranju, 1912 (COBISS)
- Loka, ponat. 1995 (COBISS)